# Joanna Nowicka
Joanna Nowicka (nacida Joanna Kwaśna, Kołobrzeg, 25 de julio de 1966) es una deportista polaca que compitió en tiro con arco, en la modalidad de arco recurvo.
Participó en cuatro Juegos Olímpicos de Verano, entre los años 1988 y 2000, obteniendo una medalla de bronce en Atlanta 1996, en la prueba por equipo (junto con Iwona Dzięcioł y Katarzyna Klata). Ganó una medalla de bronce en el Campeonato Europeo de Tiro con Arco al Aire Libre de 1992, en la prueba individual.

## Palmarés internacional
| Juegos Olímpicos                 | Juegos Olímpicos         | Juegos Olímpicos  | Juegos Olímpicos |
| Año                              | Lugar                    | Medalla           | Prueba           |
| -------------------------------- | ------------------------ | ----------------- | ---------------- |
| 1996                             | Atlanta (Estados Unidos) | Medalla de bronce | Equipo           |
| Campeonato Europeo al Aire Libre |                          |                   |                  |
| Año                              | Lugar                    | Medalla           | Prueba           |
| 1992                             | La Valeta (Malta)        | Medalla de bronce | Individual       |